# Tàngara diademada
La tàngara diademada (Stephanophorus diadematus) és una espècie d'ocell de la família de les tràupids i única espècie del gènere Stephanophorus Strickland, 1841.
Es troba majorment en àrees obertes del sud del Brasil, nord-est de l'Argentina i l'Uruguai.